# Nella Martinetti
Pour les articles homonymes, voir Martinetti (homonymie).
Nella Martinetti, née le 21 janvier 1946 à Brissago et morte le 29 juillet 2011 à Männedorf, est une auteur-compositeur, actrice et chanteuse suisse.

## Biographie
Nella a chanté avec son frère dans un duo. Elle a également joué de la guitare et l'accordéon. Après l'école, elle a fréquenté le collège de formation des enseignants et est devenue institutrice pour école maternelle. Elle produisit pour la télévision du Tessin des programmes pour enfants. 
Elle a remporté en 1986 le Grand Prix de Musique Folklorique avec la chanson "Bella Musica" qu'elle a écrite et composée. 
Elle a également écrit pour d'autres artistes. En 1986, elle écrivit les paroles de la chanson représentant la Suisse au Concours Eurovision de la chanson 1986. "Pas pour moi" (Musique de Atilla Şereftuğ) interprétée par Daniela Simons, qui finit 2e du concours. Fort de ce succès, le duo récidiva deux ans plus tard avec Céline Dion qui, cette fois, remporta, avec la chanson Ne partez pas sans moi le Concours Eurovision de la chanson 1988 à Dublin pour la Suisse. 
Nella Martinetti a passé les dernières années de sa vie au bord du Lac de Zurich. 
Elle a également fait deux apparitions dans la série Suisse-alémanique Lüthi et Blanc, ainsi que dans le film Mon nom est Eugène. 
Le 16 septembre 2009, il a été annoncé dans différents médias qu'elle souffrait d'un cancer du pancréas (tumeur pancréatique). Son médecin l'avait informée que ce cancer, dans son cas, était malheureusement incurable.

## Discographie
- 1983 : Les plus belles chansons du Tessin
- 1986 : Musica Bella (MC)
- 1990 : Nella
- 1994 : Les plus belles chansons du Tessin (Épisode 2)
- 1997 : Nella Bella - il avait allègrement Chrüsimüsi
- 2004 : Le meilleur de 30 ans
- 2006 : Dans l'ours, il est drôle - au bord du Lac Majeur en Italie

## Filmographie
- 1975 : Tessin, mi piace
- 1977 : Te vorrei, Don Lorenzo
- 1980 : Vico et errer chanter Nella par la Maggia
- 1981 : Locarno, mi Amor - nuits de canicule sur le Lac Majeur
- 1988 : Le chat de la San Gottardo
- 2005 : Mon nom est Eugène - comme une ménagère italienne